# Sphaleropalpus
Sphaleropalpus is een geslacht van schietmotten uit de familie van de Sericostomatidae. Het geslacht werd voor het eerst wetenschappelijk beschreven door  in .

## Soorten
Het genus is monotypisch en bevat alleen de volgende soort:

- Sphaleropalpus pumicatus Ulmer, 1912